# دالی حداد
دالّی حدّاد (زاده ۵ فوریه ۱۹۸۲ در بغداد) خواننده آشوری‌تبار اهل عراق است.